# Einsatzgerüstsystem

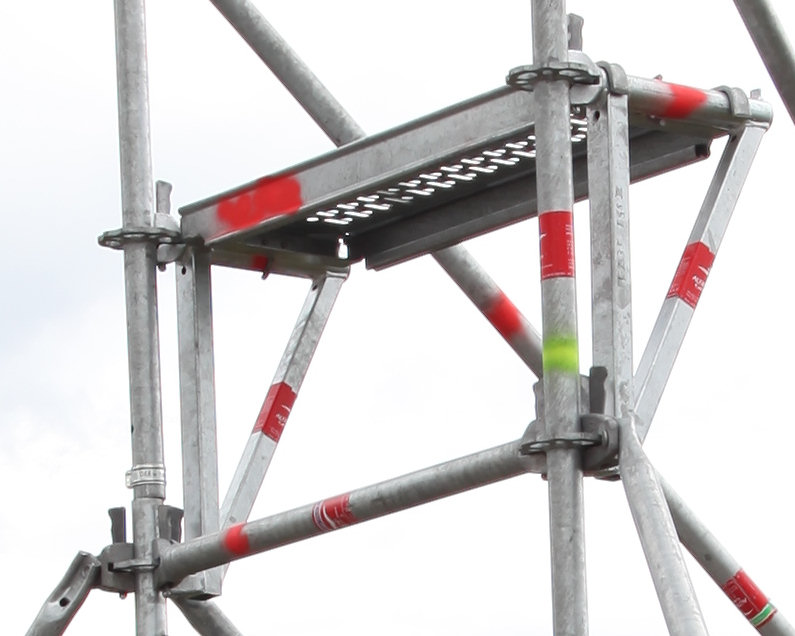
Keilkopf und Lochscheibe zur Verbindung von Gerüstbauteilen

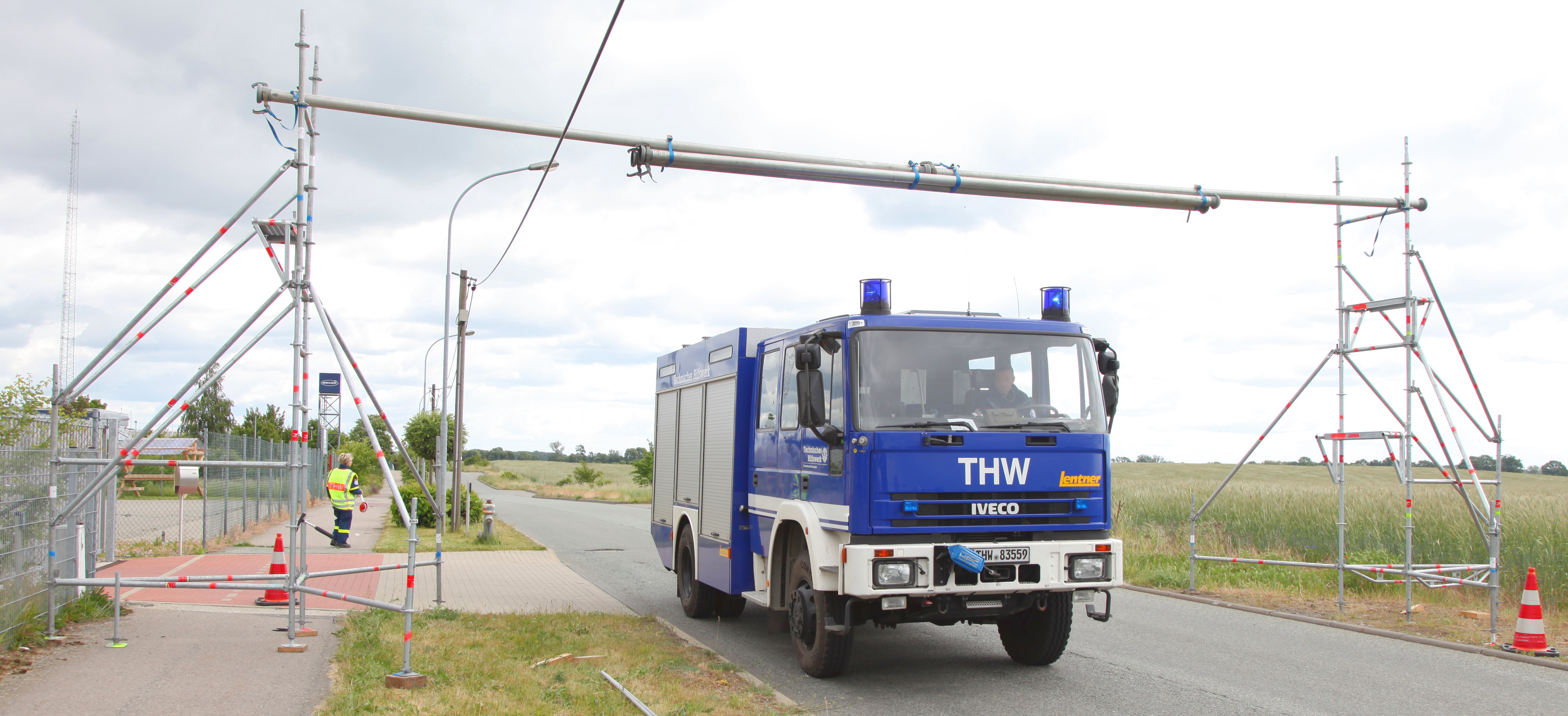
Nicht standardisierte Straßenüberbauung mit dem EGS beim Einsatz von Schnellkupplungsrohren zur Wasserförderung über lange Strecken.

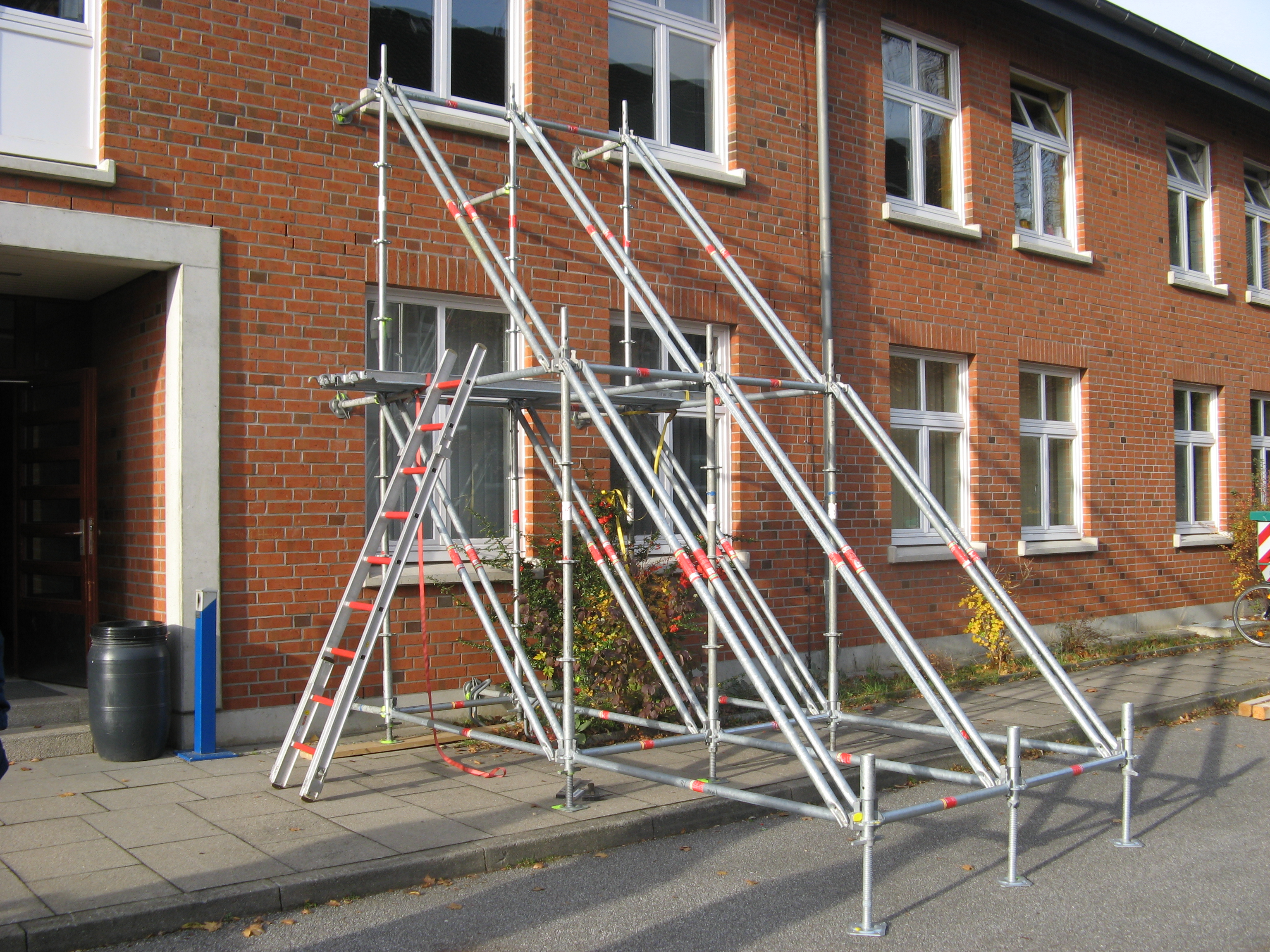
Wandabstützung

Das Einsatzgerüstsystem (EGS) ist ein Satz von Gerüstbauteilen, der von verschiedenen Einheiten des Technischen Hilfswerks bei der technischen Hilfeleistung genutzt wird.

## Anwendung und Funktion
Aus den Einzelteilen des EGS können die verschiedensten Konstruktionen gebaut werden, z. B. Stützkonstruktionen für einsturzgefährdete Gebäudeteile oder rollbare Arbeits- und Rettungsplattformen. Bei der Auswahl der Bauteile waren die entscheidenden Kriterien geringes Gewicht, Vielseitigkeit und leichte Aufbaubarkeit.
Das System basiert auf einem als "Allroundgerüst" oder "Modulgerüst" bezeichneten System mit Keilkopf, Lochscheibe und Kippstiften zur form- und kraftschlüssigen Verbindung von Elementen.